# 高野圭佑
高野 圭佑（たかの けいすけ、1991年12月28日 - ）は、広島県呉市出身の野球選手。元プロ野球選手（投手）。右投右打。

## 経歴

### プロ入り前
小学校から軟式野球を始め、中学時代は1年時のみ呉昭和シニアに所属もそれ以降は退団。広島県立呉工業高等学校では、県大会2回戦が最高で甲子園出場はなかった。
四国学院大学では1年秋からリーグ戦に出場。3、4年春にベストナイン、最多勝3回、最多奪三振1回。2年から3年連続で大学選手権で登板し、3、4年時は先発したがいずれも初戦敗退。大学卒業後、西日本旅客鉄道に入社。なお、同期入社に杉本裕太郎がいた。同社在籍時は硬式野球部における活動の傍ら、広島地区に導入された新型電車227系の愛称名制定にも携わっていた。
2015年10月22日のドラフト会議でロッテから7巡目指名を受け、11月20日に契約金2500万円、年俸800万円で契約した。背番号は58。12月2日に行われた入団発表会では、座右の銘であるという「熱く冷静に（気持ちは熱く、心は冷静に）」を連呼し、会場を沸かせた。

### ロッテ時代
2016年5月22日に一軍登録され、5月28日の福岡ソフトバンクホークス戦で一軍デビュー。8月24日の北海道日本ハムファイターズ戦で初ホールド、8月31日のオリックス・バファローズ戦でプロ初勝利を挙げた。1年目は中継ぎとして14試合に登板し1勝2ホールド、防御率5.87だった。
2019年は自身初の開幕一軍入りし2試合に登板するが、4月1日に登録抹消された。ところが、12日の日本ハム戦で白村明弘の打球が高野の頭部に直撃し緊急搬送され、頭部打撲と診断され脳や骨に異常はなかった。

### 阪神時代
2019年7月4日に石崎剛との交換トレードで阪神タイガースへ移籍することが発表された。背番号は30。
移籍後は4試合に登板した。
2020年は一軍登板がなく、11月4日に球団から戦力外通告を受けた。12月7日、12球団合同トライアウトに参加し、シート打撃で3人の打者を相手に投げ、被安打1、与四球1だった。同月11日には久保田智之の誘いを受けてワールドトライアウトにも参加した。

### 中信時代
2021年4月7日にCPBLの中信兄弟と契約した。渡台後3週間の隔離期間を経てチームに合流したが、その2週間後には新型コロナウイルス感染拡大のためリーグ戦が中止となった。高野が調整登板する二軍戦の再開は、8月下旬までずれ込んだが二軍で先発1試合を含む6試合に登板し、10月7日一軍に昇格した。10月10日の富邦ガーディアンズ戦で7回裏にCPBL一軍初登板を記録し1回2/3を1失点で初ホールド。しかし、外国人枠の関係により翌日にFAとなった。
同年12月8日、2度目となる12球団合同トライアウトに中信兄弟のユニフォームで参加し、シート打撃で3人の打者を相手に投げ、被安打1だった。同月28日放送のTBS系のテレビ番組『プロ野球戦力外通告2021』に出演。番組の締めくくりで「独立リーグのオファーを蹴り野球浪人を選択」とされたが翌月にコメントを発表し、「オファーを断ったわけでなく、球団と相談中」とニュアンスに違いがあったことを説明している。

### BCリーグ・栃木時代
2022年1月25日、BCリーグの栃木ゴールデンブレーブスに入団することが発表された。背番号は20。44試合に登板し、南地区2位の12セーブを記録した。シーズン終了後の10月24日に退団が発表された。
11月10日より2日間、同リーグ北地区・新潟で同じく抑え投手としてプレーした吉田一将とともに古巣・ロッテの秋季練習にテストのため参加。11日にシート打撃に登板し150km/h台を3球記録、最速は152km/hを計測した。これを見たロッテの吉井理人監督からは「相変わらずいい球を投げていましたね」と評価されたが、12月11日に高野が自身のYouTubeチャンネルでロッテからテスト不合格の連絡をもらったことを報告した。なお、高野と同様に吉田も不合格であった。

### 社会人野球復帰
2023年1月11日、社会人野球のエイジェックで現役を続行することが発表された。背番号はロッテ時代と同じ58。
2024年10月31日、現役引退が発表された。引退後はエイジェックベースボールアカデミーで後進の育成にあたる。

## 選手としての特徴
スリークォーターから最速152km/hのストレートとスライダー・フォークを投げる。バットの芯を外すカットボールも使える。

## 詳細情報

### 年度別投手成績
| 年 度     | 球 団     | 登 板 | 先 発 | 完 投 | 完 封 | 無 四 球 | 勝 利 | 敗 戦 | セ 丨 ブ | ホ 丨 ル ド | 勝 率 | 打 者 | 投 球 回 | 被 安 打 | 被 本 塁 打 | 与 四 球 | 敬 遠 | 与 死 球 | 奪 三 振 | 暴 投 | ボ 丨 ク | 失 点 | 自 責 点 | 防 御 率 | W H I P |
| --------- | --------- | ----- | ----- | ----- | ----- | -------- | ----- | ----- | -------- | ----------- | ----- | ----- | -------- | -------- | ----------- | -------- | ----- | -------- | -------- | ----- | -------- | ----- | -------- | -------- | ------- |
| 2016      | ロッテ    | 14    | 0     | 0     | 0     | 0        | 1     | 0     | 0        | 2           | 1.000 | 75    | 15.1     | 15       | 1           | 15       | 0     | 0        | 7        | 1     | 0        | 10    | 10       | 5.87     | 1.96    |
| 2017      | ロッテ    | 8     | 0     | 0     | 0     | 0        | 0     | 0     | 0        | 0           | ----  | 60    | 10.2     | 18       | 1           | 7        | 0     | 2        | 7        | 2     | 0        | 16    | 14       | 11.81    | 2.34    |
| 2018      | ロッテ    | 17    | 0     | 0     | 0     | 0        | 1     | 0     | 0        | 0           | 1.000 | 73    | 17.1     | 23       | 1           | 4        | 0     | 0        | 10       | 1     | 0        | 8     | 8        | 4.15     | 1.56    |
| 2019      | ロッテ    | 2     | 0     | 0     | 0     | 0        | 0     | 0     | 0        | 0           | ----  | 8     | 1.1      | 3        | 2           | 1        | 0     | 0        | 0        | 0     | 0        | 2     | 2        | 13.50    | 3.00    |
| 2019      | 阪神      | 4     | 0     | 0     | 0     | 0        | 0     | 0     | 0        | 1           | ----  | 25    | 5.2      | 6        | 0           | 1        | 0     | 1        | 6        | 0     | 0        | 4     | 3        | 4.76     | 1.24    |
| '19計     | 阪神      | 6     | 0     | 0     | 0     | 0        | 0     | 0     | 0        | 1           | ----  | 33    | 7.0      | 9        | 2           | 2        | 0     | 1        | 6        | 0     | 0        | 6     | 5        | 6.43     | 1.57    |
| 2021      | 兄弟      | 1     | 0     | 0     | 0     | 0        | 0     | 0     | 0        | 1           | ----  | 8     | 1.2      | 2        | 0           | 1        | 0     | 0        | 2        | 0     | 0        | 1     | 1        | 5.40     | 1.80    |
| NPB：4年  | NPB：4年  | 45    | 0     | 0     | 0     | 0        | 2     | 0     | 0        | 3           | 1.000 | 241   | 50.1     | 65       | 5           | 28       | 0     | 3        | 30       | 4     | 0        | 40    | 37       | 6.62     | 1.85    |
| CPBL：1年 | CPBL：1年 | 1     | 0     | 0     | 0     | 0        | 0     | 0     | 0        | 1           | ----  | 8     | 1.2      | 2        | 0           | 1        | 0     | 0        | 2        | 0     | 0        | 1     | 1        | 5.40     | 1.80    |

- 2021年度シーズン終了時

### 年度別守備成績
| 年 度 | 球 団  | 投手  | 投手  | 投手  | 投手  | 投手  | 投手     |
| 年 度 | 球 団  | 試 合 | 刺 殺 | 補 殺 | 失 策 | 併 殺 | 守 備 率 |
| ----- | ------ | ----- | ----- | ----- | ----- | ----- | -------- |
| 2016  | ロッテ | 14    | 1     | 2     | 0     | 0     | 1.000    |
| 2017  | ロッテ | 8     | 1     | 1     | 0     | 1     | 1.000    |
| 2018  | ロッテ | 17    | 0     | 1     | 0     | 0     | 1.000    |
| 2019  | ロッテ | 2     | 1     | 0     | 0     | 0     | 1.000    |
| 2019  | 阪神   | 4     | 0     | 2     | 0     | 0     | 1.000    |
| '19計 | 阪神   | 6     | 1     | 2     | 0     | 0     | 1.000    |
| 2021  | 兄弟   | 1     | 0     | 0     | 0     | 0     | ----     |
| NPB   | NPB    | 45    | 3     | 6     | 0     | 1     | 1.000    |
| CPBL  | CPBL   | 1     | 0     | 0     | 0     | 0     | ----     |

- 2021年度シーズン終了時

### 記録

#### NPB
初記録
- 初登板：2016年5月28日、対福岡ソフトバンクホークス10回戦（QVCマリンフィールド）、8回表に5番手で救援登板、2回3失点
- 初奪三振：同上、8回表に長谷川勇也から空振り三振
- 初ホールド：2016年8月24日、対北海道日本ハムファイターズ19回戦（QVCマリンフィールド）、6回表に2番手で救援登板、2回無失点
- 初勝利：2016年8月31日、対オリックス・バファローズ21回戦（QVCマリンフィールド）、6回表に3番手で救援登板、1回無安打無失点

#### CPBL
初記録
- 初登板・初ホールド：2021年10月10日、対富邦ガーディアンズ（新荘体育場野球場）、7回裏に2番手で救援登板、1回2/3を1失点
- 初奪三振：同上、7回裏に高國輝から空振り三振

### 独立リーグでの投手成績
| 年 度     | 球 団     | 登 板 | 先 発 | 完 投 | 完 封 | 無 四 球 | 勝 利 | 敗 戦 | セ 丨 ブ | ホ 丨 ル ド | 勝 率 | 打 者 | 投 球 回 | 被 安 打 | 被 本 塁 打 | 与 四 球 | 敬 遠 | 与 死 球 | 奪 三 振 | 暴 投 | ボ 丨 ク | 失 点 | 自 責 点 | 防 御 率 | W H I P |
| --------- | --------- | ----- | ----- | ----- | ----- | -------- | ----- | ----- | -------- | ----------- | ----- | ----- | -------- | -------- | ----------- | -------- | ----- | -------- | -------- | ----- | -------- | ----- | -------- | -------- | ------- |
| 2022      | 栃木      | 44    | 0     | 0     | 0     | 0        | 1     | 1     | 12       | 0           | .500  | 201   | 47.0     | 38       | 1           | 16       | -     | 3        | 39       | 4     | 0        | 21    | 13       | 2.49     | 1.15    |
| 通算：1年 | 通算：1年 | 44    | 0     | 0     | 0     | 0        | 1     | 1     | 12       | 0           | .500  | 201   | 47.0     | 38       | 1           | 16       | -     | 3        | 39       | 4     | 0        | 21    | 13       | 2.49     | 1.15    |

- 2022年度シーズン終了時

### 背番号
- 58（2016年 - 2019年7月4日、2023年 - 2024年）
- 30（2019年7月5日 - 2020年）
- 105（2021年 - 同年10月6日）
- 81（2021年10月7日 - 同年10月11日）
- 20（2022年）

### 登場曲
- 「World Is Mine」Showtek（2016年 - 2018年）
- 「Samsara」Tungevaag & RaaBan（2019年）
- 「ワタリドリ」［Alexandros］（2020年）